# Evan Bouchard
Evan Bouchard, född 20 oktober 1999, är en kanadensisk professionell ishockeyback som spelar för Edmonton Oilers i National Hockey League (NHL). Han har tidigare spelat för Bakersfield Condors i AHL; Södertälje SK i Hockeyallsvenskan samt London Knights i Ontario Hockey League (OHL).
Bouchard draftades av Edmonton Oilers i första rundan i 2018 års draft som tionde spelare totalt.

## Statistik
| 2014–2015  | Oakville Rangers    | SCTA              | 35  | 18 | 13  | 31  | 46  | —  | — | —  | —  | —  |
|            | Oakville Blades     | OJHL              | 1   | 0  | 1   | 1   | 0   | —  | — | —  | —  | —  |
| 2015–2016  | London Knights      | OHL               | 43  | 2  | 15  | 17  | 24  | 10 | 0 | 2  | 2  | 2  |
| 2016–2017  | London Knights      | OHL               | 68  | 11 | 33  | 44  | 24  | 14 | 3 | 4  | 7  | 6  |
| 2017–2018  | London Knights      | OHL               | 67  | 25 | 62  | 87  | 54  | 4  | 1 | 4  | 5  | 6  |
| 2018–2019  | Edmonton Oilers     | NHL               | 7   | 1  | 0   | 1   | 2   | —  | — | —  | —  | —  |
|            | London Knights      | OHL               | 45  | 16 | 37  | 53  | 40  | 11 | 4 | 17 | 21 | 6  |
|            | Bakersfield Condors | AHL               | —   | —  | —   | —   | —   | 8  | 3 | 5  | 8  | 6  |
| 2019–2020  | Bakersfield Condors | AHL               | 54  | 7  | 29  | 36  | 42  | —  | — | —  | —  | —  |
| 2020–2021  | Edmonton Oilers     | NHL               | 14  | 2  | 3   | 5   | 2   | —  | — | —  | —  | —  |
|            | Södertälje SK       | Hockeyallsvenskan | 23  | 6  | 11  | 17  | 76  | —  | — | —  | —  | —  |
| NHL totalt | NHL totalt          | NHL totalt        | 21  | 3  | 3   | 6   | 4   | —  | — | —  | —  | —  |
| AHL totalt | AHL totalt          | AHL totalt        | 54  | 7  | 29  | 36  | 42  | 8  | 3 | 5  | 8  | 6  |
| OHL totalt | OHL totalt          | OHL totalt        | 223 | 54 | 147 | 201 | 142 | 39 | 8 | 27 | 35 | 20 |

### Internationellt
| Källa: Uppdaterad: 2021-06-29 | Källa: Uppdaterad: 2021-06-29 | Källa: Uppdaterad: 2021-06-29 |         | Utv = Utvisningsminuter | Utv = Utvisningsminuter | Utv = Utvisningsminuter | Utv = Utvisningsminuter | Utv = Utvisningsminuter |
| År                            | Lag                           | Mästerskap                    | Matcher | Mål                     | Assists                 | Poäng                   | Utv                     |                         |
| ----------------------------- | ----------------------------- | ----------------------------- | ------- | ----------------------- | ----------------------- | ----------------------- | ----------------------- | ----------------------- |
| 2016                          | Kanada                        | Ivan Hlinka                   | 4       | 0                       | 0                       | 0                       | 0                       |                         |
| 2019                          | Kanada                        | JVM                           | 5       | 0                       | 3                       | 3                       | 0                       |                         |
| Junior totalt                 | Junior totalt                 | Junior totalt                 | 9       | 0                       | 3                       | 3                       | 0                       |                         |